# Adam das Dirndl

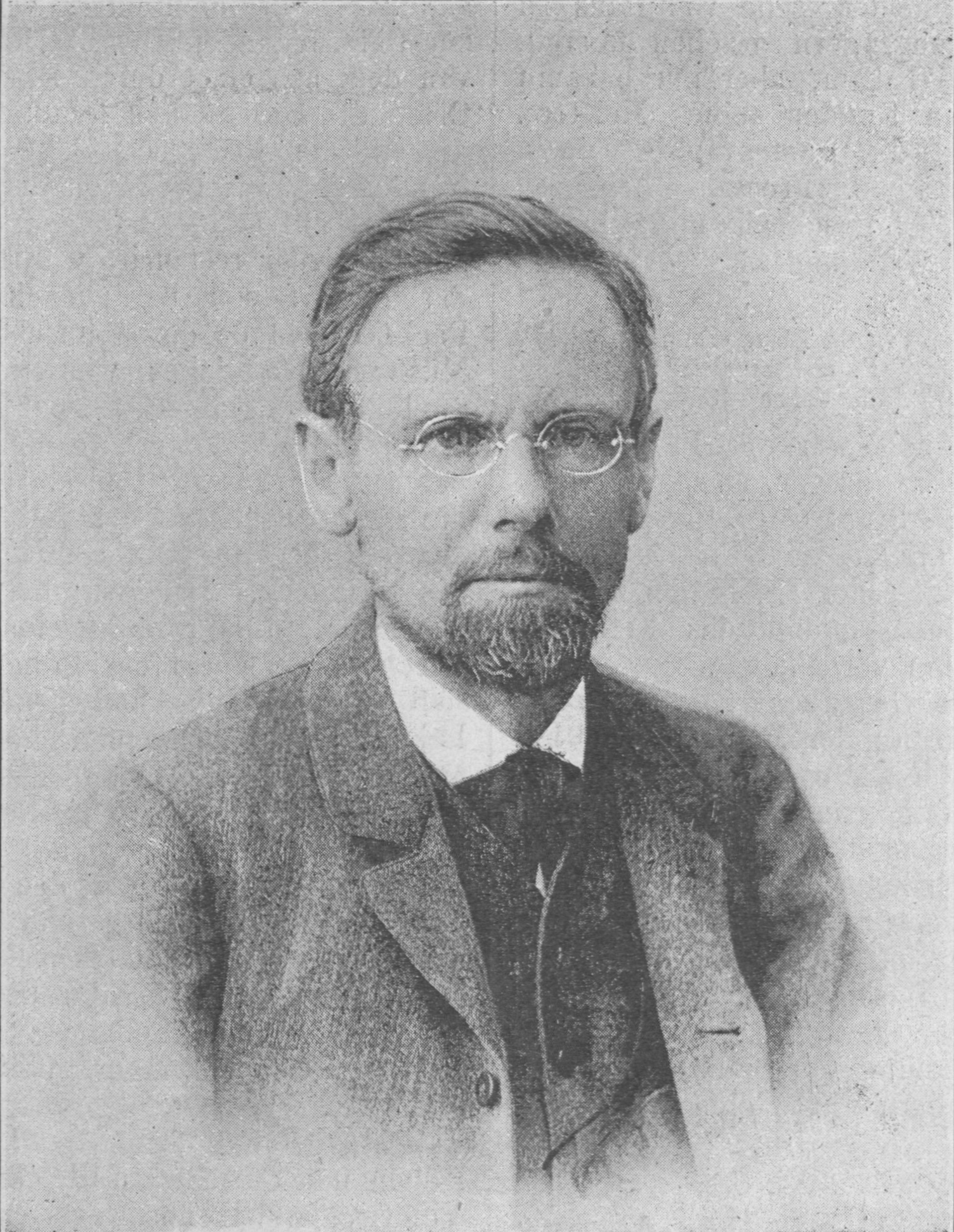
Peter Rosegger im Jahr 1893

Adam das Dirndl ist eine Erzählung des österreichischen Schriftstellers Peter Rosegger, die 1893 im 18. Jahrgang, Hefte 1 bis 3, des Grazer Heimgartens erschien.

## Inhalt
Als der Erzähler in den Alpen den hohen Felsentisch im Hochgebirge Wilder Starr betritt, steht darauf bereits das „Asyl für Weltflüchtlinge“ – ein ziemlich komfortables Berghotel für Städter, die weder krank noch gesund, sondern nur nervös sind. Gewöhnlich kehrt der betreffende Kranke nach etwa sechs Wochen Kur geheilt in seine Stadt zurück. Eines Arztes bedarf es dazu nicht. Die Heilung erledigen das Hochgebirgsklima und die Hotelinhaberin Fräulein Adam Maria Leuthold. Die Geschichte der 45-Jährigen ist rasch erzählt. Marias Mutter Martha, Ehefrau des bayerischen Försters Leuthold, gebar ihr einziges Kind als 40-Jährige und verstarb darauf. Der Förster hatte unbedingt einen Stammhalter gewollt. Der Pfarrer hatte bei der Taufe den Doppelvornamen Adam Maria für das neugeborene Mädchen akzeptiert. Bereits als 10-Jährige trat das Schulmädchen im Forsthaus im Tal der drei Achen (die Ach – Bergbach) als Hausfrau auf. Als Maria achtzehn war, kamen die beiden Hamburger Studenten Moriz Bagemann und Erhard Veldeke vorbei. Maria und Moriz verliebten sich ineinander. Der Förster gab bei der Verlobungsfeier seinen Segen. Moriz musste nur noch die Erlaubnis seines Vaters zu der beabsichtigten ehelichen Verbindung einholen. Moriz kehrte nicht in das Tal der drei Achen zurück. Auf Marias briefliche Anfrage hin schrieb Erhard, sein Freund Moriz sei Angestellter im Deutschen Konsulat zu Rio de Janeiro.
Der Erzähler vollführt nun jenen oben angedeuteten Zeitsprung vorwärts über etwa fünfundzwanzig Jahre. Unterstützt von ihrem Hausmeier Scholastl leitet Fräulein Maria erfolgreich ihr Hotel auf dem Wilden Starr. Der Scholastl nennt seine resolute Chefin nur Adam das Dirndl. Wird er nach dem Warum gefragt, so erwidert er, ein Dirndl sei eine Ledige. Zu seinem Leidwesen erhält der werbende Scholastl von seinem Dirndl einen Korb.
Der Sohn des Barons Moriz Bagemann aus Berlin steigt inkognito als M. Berghaus im Hotel ab. In einem stillen Kämmerlein bereitet der Studiosus sich auf seine Promotion an der Münchner Universität vor. Als Berghaus beim frische Luft Schnappen die Hochspitze solo erklimmt, stürzt er ab und bricht sich den linken Oberschenkel. Das Dirndl und der Scholastl – zwei geübte Kletterer – finden den Verunglückten in einer Felsspalte. Das Dirndl – das ja nicht weiß, wen sie vor sich hat – pflegt den Genesenden aufopferungsvoll rund um die Uhr. Schließlich deckt der Student die Karten auf. Sein Vater, der Baron, ist Beamter im Berliner Reichskanzleramt. Die Mutter, eine Amerikanerin, lebt in England.
Als der Baron seinen Dienst in Berlin altershalber quittiert hat, begibt er sich für immer und ewig auf den Hohen Starr und hält um die Hand seiner Jugendliebe an. Auch der Adlige bekommt einen Korb. Nachdem der Sohn sich im Staatsdienst etabliert hat, reist er nicht mehr in die Alpen. So verleben das Dirndl zusammen mit dem Scholastl und dem Baron den Lebensabend zu Dritt auf der Hochalm.

## Ausgaben
- Adam das Dirndl. S. 5–80 in  Das Buch der Novellen. Erster Band. Von Peter Rosegger (Adam das Dirndl – Die Harfe im Walde – Der Adlerwirt von Kirchbrunn – Das Gupferl – Der Hinterschöpp – Die Nottaufe – Das Unglück in Rieselwang – Die Kreuzhüttenbuben). L. Staackmann. Leipzig 1913